# مزدوج معدني

مزدوج معدني يقوم بعمل ترمومتر ، مثلما في المكواة الكهربائية.

نموذج عمل المزدوج المعدني.

يعني المزدوج المعدني (بالإنجليزية: Bi-metal) أي شيء مكون من معدنين متلاحمين . بدلا من أن يكونا مخلوط أو سبيكة يتكون المزدوج المعدني من طبقتين من معدنين مختلفين. يتأثر المزدوج المعدني بالحرارة حيث ينحنى أحد المعدنين أكثر من الآخر تبعا لاختلاف معامل التمدد الحراري فيهما. ويُستفاد من هذا الانحناء الحاصل للمزدوج المعدني باستخدامه كمفتاح يفتح ويغلق دائرة كهربية وتشغيل عمل معين. وتجد تطبيقاتها في أجهزة التسخين لضبط درجة الحرارة في الغلايات، والتحكم في طواحين القهوة وضبط عمل سخانات الخبز التوست ولتشعيل أجهزة أخرى مثل الصمامات.

## بعض الاستخدامات الأخرى
- توجد مزدوجات معدنية لها وطائف مختلفة، مثل العلب المقصدرة (أي الصفيح المغطى بطبقة من القصدير)، يمنع القصدير فيها أكسدة الصفيحة الحديدية التي تحتها، وفساد الطعام في العلب المحفوظة.
- تستخدم أيضا في بعض البلاد لتصنيح العملة النقدية. وق غيرت الولايات المتحدة الأمريكية عملة ال 1 سنت ، فبدلا من أن كانت 95% من النحاس أصبحت 95% زنك وغطي الزنك بطبقة رقيقة من النحاس للاحتفاط بمظهره .

وقد أجرت الولايات المتحدة هذا التغيير بسبب أن بعض الناس كانوا يقومون بصهر العملة النحاسية وبيعها بسعر أكبر من قيمة الواحد سنت .

- تتكون المناشير في الغالب من مزدوج معدني . فتُعدل أسنان المشار المصنوع من الحديد الصلب إلى الفولاذ المحتوي على الكربون بواسطة لحام فيض الإلكترونات أو لحام فيض الليزر.

## اقرأ أيضا
- حديد صلب
- الفولاذ